# Carl Kraus (Kunsthistoriker)
Carl Kraus (auch Karl Kraus; * 1959 in Sterzing, Südtirol) ist ein italienisch-österreichischer Kunsthistoriker, Autor und Kurator.

## Tätigkeit
Kraus absolvierte an der Universität Innsbruck ein Studium der Kunstgeschichte und der Klassischen Archäologie, das er 1986 mit einer Dissertation über Ignaz Stolz zum Abschluss brachte.
Kraus ist Autor zahlreicher Publikationen zur Kunstgeschichte des 19. und 20. Jahrhunderts. Als Kurator bzw. Co-Kurator ist er für verschiedene Südtiroler und österreichische Ausstellungsstätten tätig.
Seit 2000 ist er als gerichtlich beeideter Sachverständiger für Kunst als Gutachter der Südtiroler sowie der Tiroler Landesregierung und des Landesgerichts für Zivilrechtssachen Wien tätig und seit 2002 auch als wissenschaftlicher Leiter der Bozner Kunstauktionen.
Für Rai Südtirol gestaltete er eine Vielzahl von Fernsehdokumentationen über verschiedene Künstler aus dem In- und Ausland.

## Auszeichnungen
Im Jahr 1997 erhielt Carl Kraus den Walther-von-der-Vogelweide-Förderpreis des Münchner Kulturwerkes für Südtirol.

## Publikationen (Auswahl)
- mit Hannes Obermair (Hrsg.): Mythen der Diktaturen. Kunst in Faschismus und Nationalsozialismus – Miti delle dittature. Arte nel fascismo e nazionalsocialismo. Südtiroler Landesmuseum für Kultur- und Landesgeschichte Schloss Tirol, Dorf Tirol 2019, ISBN 978-88-95523-16-3.
- mit Roberto Festi, Eva Gratl (Hrsg.): Sammlung Kreuzer: Kunst von 1900 bis heute: Südtirol – Collezione Kreuzer: arte dal 1900 a oggi: Alto Adige – Tirol – Trentino. Athesia Verlag, Bozen 2016, ISBN 978-88-6839-261-1.
- mit Peter Coeln (Hrsg.): SchauLust: die erotische Fotografie von Alfons Walde – The Erotic Photography of Alfons Walde. Haymon Verlag, Innsbruck 2015, ISBN 978-3-7099-7170-3.
- Christian Hess 1895–1944. Athesia Verlag, Bozen 2008, ISBN 978-88-8266-414-5.
- mit Siegfried de Rachewiltz, Christa Riedl-Dorn (Hrsg.): Der freie, weite Horizont. Die Weltumseglung der Novara und Maximilians mexikanischer Traum. Südtiroler Landesmuseum für Kultur- und Landesgeschichte Schloss Tirol, Dorf Tirol 2004.
- Hubert Lanzinger 1880–1950 (= Monografien Südtiroler Künstler. Band 27). Athesia Verlag, Bozen 2000, ISBN 88-8266-100-8.
- Zwischen den Zeiten: Malerei und Graphik in Tirol 1918–1945. Tappeiner Verlag, Lana 1999, ISBN 88-7073-274-6.
- Ich habe schon sehr gute Porträts gemalt. Ignaz Stolz 1868–1953. Tappeiner Verlag, Lana 1996, ISBN 88-7073-222-3.